# Grupa strategiczna
Grupa strategiczna według Portera walka konkurencyjna koncentruje się wewnątrz tzw. grup strategicznych. Są to rywalizujące ze sobą przedsiębiorstwa, które mają podobne podejście do prowadzenia walki konkurencyjnej. Walka polega na produkcji porównywalnych produktów, użyciu podobnych kanałów dystrybucji, prowadzeniu podobnych kampanii reklamowych, czy stosowaniu zbliżonych cen i technologii. Zazwyczaj konkurencja między grupami strategicznymi jest rzadko spotykana.